# Мелвін Твеллар
Мелвін Твеллар (нід. Melvin Twellaar, нар. 23 грудня 1996) — нідерландський веслувальник, срібний призер Олімпійських ігор 2020 та 2024 років.

## Виступи на Олімпіадах
| Олімпіада  | Дисципліна   | Місце |
| ---------- | ------------ | ----- |
| Токіо 2020 | парні двійки | 2     |
| Париж 2024 | парні двійки | 2     |

## Зовнішні посилання
- Мелвін Твеллар [Архівовано 24 липня 2021 у Wayback Machine.] на сайті FISA.

1. 1 2  https://roeien.nl/roeier/melvin-twellaar/